# روبرت لونغ
روبرت لونغ (13 أبريل 1932 في نيوزيلندا - 11 فبراير 2010 في نيوزيلندا) (بالإنجليزية: Robert Long)‏ هو لاعب كريكت نيوزلندي.

## وصلات خارجية
- روبرت لونغ على موقع إي آس بي آن كريك إنفو (الإنجليزية)